# Ádám Szalai
Ádám Szalai (Budapest, Hungría, 9 de diciembre de 1987) es un exfutbolista húngaro que jugaba de delantero.

## Trayectoriagg
Szalai comenzó su carrera en su ciudad natal en Budapest, jugó para el Budapest Honvéd FC y el Újpest FC. En 2004, se mudó a Alemania para terminar de formarse y paso 2 años en la academia del VfB Stuttgart.
Szalai hizo su debut absoluto con el VfB Stuttgart II en la Regionalliga Süd.

### Real Madrid Castilla
En agosto de 2007, Szalai fue transferido al Real Madrid Castilla, la filial del Real Madrid, por aproximadamente 500.000 €. En su segunda temporada marcó 16 goles en 37 partidos, sin embargo no pudo evitar que su club ocupe el sexto lugar en la tabla final, por lo que se quedó fuera de los playoffs.

### FSV Maguncia 05
El 9 de enero de 2010 fue cedido por el Real Madrid Castilla al 1. FSV Maguncia 05 hasta el fin de la temporada 2009-10. Al acabar la temporada, el Maguncia lo compró por medio millón de euros. Hizo su debut 7 días después entrando al minuto 63' por su compañero Aristide Bancé en la derrota 4-2 ante el Bayer 04 Leverkusen.
Marco su primer gol el 10 de abril del 2010 en la derrota 1-0 sobre el Borussia Dortmund. Anotó su primer gol en la temporada ante el VfL Wolfsburgo en la victoria 3-4; anotó su segundo contra el Bayern Múnich el 25 de septiembre en una victoria a domicilio por 2-1, con un potente disparo a la esquina superior en lo que fue la sexta victoria consecutiva de su club, el 29 de enero de 2011 ante el 1. FC Kaiserslautern sufrió una lesión en la rodilla que lo dejó fuera del juego por el resto de la temporada.
El 22 de enero de 2012, Szalai volvió a las canchas después de su lesión, jugando la segunda mitad en la derrota 3-2 ante el Bayer 04 Leverkusen

### Schalke 04
En 2013 el 1. Maguncia 05 llegó a un acuerdo con el F. C. Schalke 04 para el traspaso del jugador por la suma de 8,5 millones de €, con un acuerdo de 4 años de servicios al equipo.

### Hoffenheim
El 3 de julio de 2014, Szalai fue traspasado al TSG 1899 Hoffenheim por 6 millones de euros. Alexander Rosen, el director deportivo, dijo que encajaba en el estilo del club. Hizo su debut contra el Augsburgo, abrió el marcador en una victoria en casa por 2-0 y fue elegido "Jugador del día" en el sitio web de la Bundesliga.
Szalai fue expulsado por primera vez en su carrera el 22 de noviembre de 2014 tras cometer una falta sobre Dante en el minuto 90 del partido liguero contra el Bayern Múnich en el Allianz Arena, siendo sancionado con dos partidos por la Federación Alemana de Fútbol. El 12 de diciembre, reemplazó a Anthony Modeste en un partido en casa con el Eintracht Fráncfort; anotó el empate 2-2 tres minutos después, y en el 87 brindó una asistencia con el tobillo para el gol de Roberto Firmino.
El 4 de enero de 2016, después de haber sido vinculado con una gran cantidad de clubes, Szalai continuó en Alemania al ser cedido al Hannover 96 por el resto de la campaña.

### Regreso a Maguncia
El 27 de agosto de 2019 regresó al 1. FSV Maguncia 05 con una transferencia gratuita y un contrato de dos años. Principalmente como reserva en su segundo período en el Mewa Arena, anotó solo cuatro veces en todas las competiciones.

### Basilea
El 16 de febrero de 2022 se unió al F. C. Basilea hasta junio de 2023. Marcó en su debut en la Superliga suiza tres días después, en una victoria en casa por 3-0 contra el FC Lausana-Sport.

## Selección nacional
Debutó con la selección de fútbol de Hungría el 11 de febrero de 2009 en un amistoso contra la selección de fútbol de Israel, en la que Hungría se llevó la victoria 1-0. Disputó 86 partidos internacionales, marcando 26 goles.
En septiembre de 2022 anunció su retirada de la selección después de los partidos que debían de jugar ese mes.

### Participaciones en Eurocopas
| Eurocopa      | Sede    | Resultado        | Partidos | Goles |
| ------------- | ------- | ---------------- | -------- | ----- |
| Eurocopa 2016 | Francia | Octavos de final | 4        | 1     |
| Eurocopa 2020 | Europa  | Primera fase     | 3        | 1     |

## Estadísticas

### Clubes
| Club                              | Temporada     | Div.          | Liga  | Liga  | Copa  | Copa  | Internacional | Internacional | Total | Total |
| Club                              | Temporada     | Div.          | Part. | Goles | Part. | Goles | Part.         | Goles         | Part. | Goles |
| --------------------------------- | ------------- | ------------- | ----- | ----- | ----- | ----- | ------------- | ------------- | ----- | ----- |
| VfB Stuttgart II Alemania         | 2006-07       | 4.ª           | 33    | 5     | 0     | 0     | -             | -             | 33    | 5     |
| VfB Stuttgart II Alemania         | Total club    | Total club    | 33    | 5     | 0     | 0     | -             | -             | 33    | 5     |
| Real Madrid Castilla C. F. España | 2007-08       | 3.ª           | 29    | 4     | 0     | 0     | -             | -             | 29    | 4     |
| Real Madrid Castilla C. F. España | 2008-09       | 3.ª           | 37    | 16    | 0     | 0     | -             | -             | 37    | 16    |
| Real Madrid Castilla C. F. España | 2009-10       | 3.ª           | 13    | 3     | 0     | 0     | -             | -             | 13    | 3     |
| Real Madrid Castilla C. F. España | Total club    | Total club    | 79    | 23    | 0     | 0     | -             | -             | 79    | 23    |
| 1. FSV Maguncia 05 Alemania       | 2009-10       | 1.ª           | 15    | 1     | 0     | 0     | -             | -             | 15    | 1     |
| 1. FSV Maguncia 05 Alemania       | 2010-11       | 1.ª           | 20    | 4     | 2     | 1     | -             | -             | 22    | 5     |
| 1. FSV Maguncia 05 Alemania       | 2011-12       | 1.ª           | 15    | 3     | 0     | 0     | -             | -             | 15    | 3     |
| 1. FSV Maguncia 05 Alemania       | 2012-13       | 1.ª           | 29    | 13    | 4     | 2     | -             | -             | 33    | 15    |
| F. C. Schalke 04 Alemania         | 2013-14       | 1.ª           | 28    | 7     | 3     | 0     | 9             | 2             | 40    | 9     |
| F. C. Schalke 04 Alemania         | Total club    | Total club    | 28    | 7     | 3     | 0     | 9             | 2             | 40    | 9     |
| TSG 1899 Hoffenheim Alemania      | 2014-15       | 1.ª           | 26    | 4     | 1     | 1     | -             | -             | 27    | 5     |
| TSG 1899 Hoffenheim Alemania      | 2015-16       | 1.ª           | 4     | 0     | 1     | 0     | -             | -             | 5     | 0     |
| Hannover 96 Alemania              | 2015-16       | 1.ª           | 12    | 0     | 0     | 0     | -             | -             | 12    | 0     |
| Hannover 96 Alemania              | Total club    | Total club    | 12    | 0     | 0     | 0     | -             | -             | 12    | 0     |
| TSG 1899 Hoffenheim Alemania      | 2016-17       | 1.ª           | 22    | 8     | 1     | 0     | -             | -             | 23    | 8     |
| TSG 1899 Hoffenheim Alemania      | 2017-18       | 1.ª           | 18    | 5     | 0     | 0     | 2             | 0             | 20    | 5     |
| TSG 1899 Hoffenheim Alemania      | 2018-19       | 1.ª           | 30    | 6     | 2     | 0     | 5             | 0             | 37    | 6     |
| TSG 1899 Hoffenheim Alemania      | 2019-20       | 1.ª           | 0     | 0     | 1     | 1     | -             | -             | 1     | 1     |
| TSG 1899 Hoffenheim Alemania      | Total club    | Total club    | 100   | 23    | 6     | 2     | 7             | 0             | 113   | 25    |
| 1. FSV Maguncia 05 Alemania       | 2019-20       | 1.ª           | 27    | 1     | 0     | 0     | -             | -             | 27    | 1     |
| 1. FSV Maguncia 05 Alemania       | 2020-21       | 1.ª           | 18    | 1     | 2     | 1     | -             | -             | 20    | 2     |
| 1. FSV Maguncia 05 Alemania       | 2021-22       | 1.ª           | 12    | 1     | 2     | 0     | -             | -             | 14    | 1     |
| 1. FSV Maguncia 05 Alemania       | Total club    | Total club    | 136   | 24    | 10    | 4     | -             | -             | 146   | 28    |
| F. C. Basilea Suiza               | 2021-22       | 1.ª           | 12    | 4     | 0     | 0     | 0             | 0             | 12    | 4     |
| F. C. Basilea Suiza               | 2022-23       | 1.ª           | 5     | 0     | 1     | 1     | 6             | 1             | 12    | 2     |
| F. C. Basilea Suiza               | Total club    | Total club    | 17    | 4     | 1     | 1     | 6             | 1             | 24    | 6     |
| Total carrera                     | Total carrera | Total carrera | 405   | 86    | 20    | 7     | 22            | 3             | 447   | 96    |